# Dick Durbin
Richard Joseph Durbin (1944. november 21. –) amerikai ügyész és politikus, Illinois állam szenátora 1996 óta. 2005 óta a Demokrata Párt whipje, amely a szenátusi vezetés második legmagasabb pozíciója.
Durbin East St. Louisban született. A Georgetowni Egyetemen tanult. A Képviselőházba 1982-ben választották be először. 1996 óta a Szenátus tagja.

## Választási eredmények
| Párt                 | Jelölt                     | Szavazatok | %     |
| -------------------- | -------------------------- | ---------- | ----- |
| 25x25px[halott link] | John Davidson (hivatalban) | 48,760     | 50.86 |
| 25x25px[halott link] | Dick Durbin                | 47,112     | 49.14 |
| Összesen             | Összesen                   | 95,872     | 100.0 |

| Párt                 | Jelölt                                                     | Szavazatok | %     |
| -------------------- | ---------------------------------------------------------- | ---------- | ----- |
| 25x25px[halott link] | James R. Thompson (hivatalban)David C. O'Neal (hivatalban) | 1,859,684  | 59.04 |
| 25x25px[halott link] | Michael Bakalis Dick Durbin                                | 1,263,134  | 40.10 |
| 25x25px[halott link] | Georgia Shields                                            | 11,420     | 0.36  |
| SWP                  | Cecil Lampkin                                              | 11,026     | 0.35  |
| USLP                 | Melvin Klenetsky                                           | 4,737      | 0.15  |
| FÜG                  | Others                                                     | 106        | 0.00  |
| Összesen             | Összesen                                                   | 3,150,107  |       |

| Párt                 | Jelölt          | Szavazatok | %     |
| -------------------- | --------------- | ---------- | ----- |
| 25x25px[halott link] | Dick Durbin     | 33,956     | 75.33 |
| 25x25px[halott link] | John L. Knuppel | 11,119     | 24.67 |
| Összesen             | Összesen        | 45,075     | 100.0 |

| Párt                 | Jelölt                    | Szavazatok | %     |
| -------------------- | ------------------------- | ---------- | ----- |
| 25x25px[halott link] | Dick Durbin               | 100,758    | 50.35 |
| 25x25px[halott link] | Paul Findley (hivatalban) | 99,348     | 49.65 |
| Egyéb jelöltek       | Egyéb jelöltek            | 3          | 0.00  |
| Összesen             | Összesen                  | 200,109    | 100.0 |

| Párt                 | Jelölt                   | Szavazatok | %     |
| -------------------- | ------------------------ | ---------- | ----- |
| 25x25px[halott link] | Dick Durbin (hivatalban) | 53,588     | 92.47 |
| 25x25px[halott link] | Louis K. Widmar          | 4,363      | 7.53  |
| Összesen             | Összesen                 | 57,951     | 100.0 |

| Párt                 | Jelölt                   | Szavazatok | %     |
| -------------------- | ------------------------ | ---------- | ----- |
| 25x25px[halott link] | Dick Durbin (hivatalban) | 145,092    | 61.23 |
| 25x25px[halott link] | Richard G. Austin        | 91,728     | 38.73 |
| -                    | Egyéb                    | 1          | 0.00  |
| Összesen             | Összesen                 | 236,821    | 100.0 |

| Párt                 | Jelölt                   | Szavazatok | %     |
| -------------------- | ------------------------ | ---------- | ----- |
| 25x25px[halott link] | Dick Durbin (hivatalban) | 126,556    | 68.10 |
| 25x25px[halott link] | Kevin B. McCarthy        | 59,291     | 31.90 |
| Összesen             | Összesen                 | 185,847    | 100.0 |

| Párt                 | Jelölt                   | Szavazatok | %     |
| -------------------- | ------------------------ | ---------- | ----- |
| 25x25px[halott link] | Dick Durbin (hivatalban) | 153,341    | 68.87 |
| 25x25px[halott link] | Paul E. Jurgens          | 69,303     | 31.13 |
| Összesen             | Összesen                 | 222,644    | 100.0 |

| Párt                 | Jelölt                   | Szavazatok | %     |
| -------------------- | ------------------------ | ---------- | ----- |
| 25x25px[halott link] | Dick Durbin (hivatalban) | 130,114    | 66.20 |
| 25x25px[halott link] | Paul Jurgens             | 66,433     | 33.80 |
| Összesen             | Összesen                 | 196,547    | 100.0 |

| Párt                 | Jelölt                   | Szavazatok | %     |
| -------------------- | ------------------------ | ---------- | ----- |
| 25x25px[halott link] | Dick Durbin (hivatalban) | 154,869    | 56.50 |
| 25x25px[halott link] | John M. Shimkus          | 119,219    | 43.50 |
| Összesen             | Összesen                 | 274,088    | 100.0 |

| Párt                 | Jelölt                   | Szavazatok | %     |
| -------------------- | ------------------------ | ---------- | ----- |
| 25x25px[halott link] | Dick Durbin (hivatalban) | 46,248     | 99.97 |
| 25x25px[halott link] | Donald Wm. Owens         | 14         | 0.03  |
| Összesen             | Összesen                 | 46,262     | 100.0 |

| Párt                 | Jelölt                   | Szavazatok | %     |
| -------------------- | ------------------------ | ---------- | ----- |
| 25x25px[halott link] | Dick Durbin (hivatalban) | 108,034    | 54.84 |
| 25x25px[halott link] | Bill Owens               | 88,964     | 45.16 |
| Összesen             | Összesen                 | 196,998    | 100.0 |

| Párt                 | Jelölt          | Szavazatok | %     |
| -------------------- | --------------- | ---------- | ----- |
| 25x25px[halott link] | Dick Durbin     | 512,520    | 64.87 |
| 25x25px[halott link] | Pat Quinn       | 233,138    | 29.50 |
| 25x25px[halott link] | Ronald F. Gibbs | 17,681     | 2.23  |
| 25x25px[halott link] | J. Ahmad        | 17,211     | 2.17  |
| 25x25px[halott link] | Paul Park       | 9,505      | 1.20  |
| Összesen             | Összesen        | 790,055    | 100.0 |

| Párt                 | Jelölt          | Szavazatok | %     |
| -------------------- | --------------- | ---------- | ----- |
| 25x25px[halott link] | Dick Durbin     | 2,341,744  | 54.32 |
| 25x25px[halott link] | Al Salvi        | 1,728,824  | 40.10 |
| RP                   | Steven H. Perry | 61,023     | 1.42  |
| 25x25px[halott link] | Robin J. Miller | 41,218     | 0.96  |
| CP                   | Chad Koppie     | 17,563     | 0.41  |
| NLP                  | James E. Davis  | 13,838     | 0.32  |
| Egyéb jelöltek       | Egyéb jelöltek  | 4,228      | 0.10  |
| Összesen             | Összesen        | 4,311,391  | 100.0 |

| Párt                 | Jelölt                   | Szavazatok | %     |
| -------------------- | ------------------------ | ---------- | ----- |
| 25x25px[halott link] | Dick Durbin (hivatalban) | 2,103,766  | 60.33 |
| 25x25px[halott link] | Jim Durkin               | 1,325,703  | 38.02 |
| 25x25px[halott link] | Steven Burgauer          | 57,382     | 1.65  |
| Összesen             | Összesen                 | 3,486,851  | 100.0 |

| Párt                 | Jelölt                   | Szavazatok | %     |
| -------------------- | ------------------------ | ---------- | ----- |
| 25x25px[halott link] | Dick Durbin (hivatalban) | 3,615,844  | 67.84 |
| 25x25px[halott link] | Steve Sauerberg          | 1,520,621  | 28.53 |
| 25x25px[halott link] | Kathy Cummings           | 119,135    | 2.24  |
| 25x25px[halott link] | Larry A. Stafford        | 50,224     | 0.94  |
| CP                   | Chad N. Koppie           | 24,059     | 0.45  |
| FÜG                  | Patricia Elaine Beard    | 1          | 0.00  |
| Összesen             | Összesen                 | 5,329,884  | 100.0 |

| Párt                 | Jelölt                   | Szavazatok | %     |
| -------------------- | ------------------------ | ---------- | ----- |
| 25x25px[halott link] | Dick Durbin (hivatalban) | 1,929,637  | 53.55 |
| 25x25px[halott link] | Jim Oberweis             | 1,538,522  | 42.69 |
| 25x25px[halott link] | Sharon Hansen            | 135,316    | 3.76  |
| FÜG                  | Roger K. Davis           | 31         | 0.00  |
| FÜG                  | Hilaire F. Shioura       | 12         | 0.00  |
| FÜG                  | Sherry Procarione        | 1          | 0.00  |
| Összesen             | Összesen                 | 3,603,519  | 100.0 |

| Párt                 | Jelölt                   | Szavazatok | %     |
| -------------------- | ------------------------ | ---------- | ----- |
| 25x25px[halott link] | Dick Durbin (hivatalban) | 3,278,930  | 54.93 |
| 25x25px[halott link] | Mark Curran              | 2,319,870  | 38.87 |
| WWP                  | Willie Wilson            | 237,699    | 3.98  |
| 25x25px[halott link] | Danny Malouf             | 75,673     | 1.27  |
| 25x25px[halott link] | David Black              | 55,711     | 0.95  |
| Egyéb jelöltek       | Egyéb jelöltek           | 18         | 0.00  |
| Összesen             | Összesen                 | 5,968,901  | 100.0 |